# 新居浜市立大生院中学校
新居浜市立大生院中学校（にいはましりつおおじょういんちゅうがっこう）は、愛媛県新居浜市にある公立中学校。略称は院中（いんちゅう）。新居浜市立大生院小学校に隣接している。

## 沿革
- 1947年（昭和22年）4月 - 設立

## 通学区域
- 新居浜市立大生院小学校の通学区域全域

## 制服
- 男子　
  - 冬服は標準的な学生服上下である。
  - 夏服はカッターシャツ、スラックスである。
- 女子　
  - 冬服はセーラー服、ジャンパースカートである。
  - 夏服はブラウス、吊りスカートである。
    - 令和6年度よりサスペンダーが廃止されて上級生も含めスカートとしての着用となっている。

## 周辺
- 愛媛県立新居浜高等技術専門校
- 愛媛県総合科学博物館
- 国道11号
- 中萩駅
- 渦井川

## 通学区域が隣接している学校
- 新居浜市立中萩中学校
- 新居浜市立西中学校
- 西条市立西条東中学校
- 西条市立西条南中学校